# Himalaya occidentale

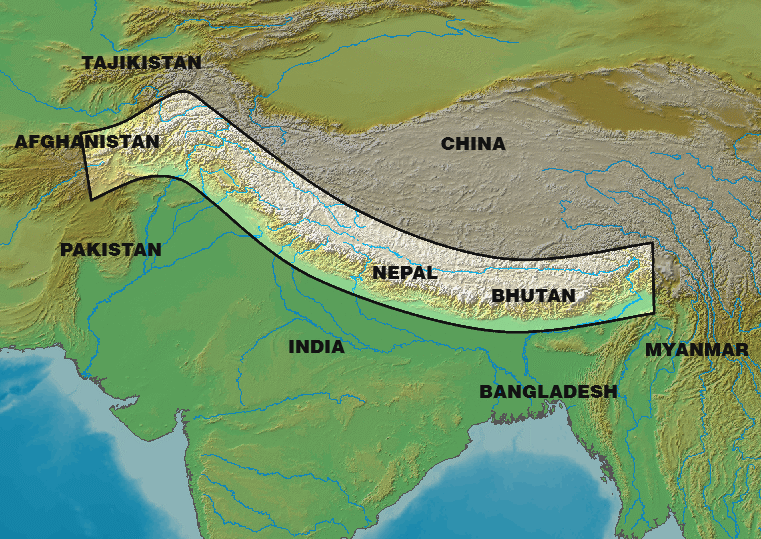
Mappa dell'intero Himalaya.

Con il nome di Himalaya occidentale, o Himalaya del Punjab, si indica il settore più occidentale della vasta catena montuosa dell'Himalaya. Giace prevalentemente nella contesa regione del Kashmir, nella parte settentrionale del subcontinente indiano - comprendente zone amministrate da India e Pakistan -, ma anche nel settore nord-occidentale dello Stato dell'Himachal Pradesh, in India. In totale, l'Himalaya occidentale si estende verso sud-est per circa 560 km dalla valle dell'Indo (a nord-ovest) fino al Sutlej (a sud-est). Il corso superiore dell'Indo lo separa dal Karakoram a nord.
Compresi nella regione dell'Himalaya occidentale vi sono i monti Zaskar, i monti Pir Panjal e parte dei monti Siwalik e del Grande Himalaya. Il Jhelum ha la sua sorgente sui monti Pir Panjal nel territorio di Jammu e Kashmir, in India, e scorre in direzione nord-ovest attraverso la valle del Kashmir prima di entrare nel settore amministrato dal Pakistan. La vetta più elevata è il Nanga Parbat (8126 m), all'estremità nord-occidentale della regione. Dalhousie, situata nell'Himachal Pradesh sulle colline ai piedi della catena, è una rinomata località turistica di montagna.